# Jan Tschichold
Jan Tschichold (pronunciado /chíjold/) (Leipzig, 2 de abril de 1902 - Locarno, 11 de agosto de 1974) fue un tipógrafo alemán, autor de la obra Die neue Typographie (La nueva tipografía) que sentó las bases de la tipografía actual, siendo, posiblemente, el libro más famoso sobre la materia del siglo XX.

## La nueva tipografía
Con el paso del tiempo los movimientos vanguardistas llamaron su atención y fue entonces cuando empezó a ver la tipografía desde otro punto de vista e incluso en 1925 publicó un artículo llamado Elementare Typographie en la revista Typographische Mitteilungen en donde explicaba una serie de principios o creencias que él mismo había desarrollado.
En Múnich hizo varios carteles para cine y en 1928 diseñó y publicó su primer libro llamado Die neue Typographie. Este libro era principalmente dirigido hacia los diseñadores tipográficos y en él se exponían algunos de los principales principios del movimiento moderno en relación con la tipografía.

## Penguin Books
En 1947 Tshichold aceptó la propuesta de Penguin Books para rediseñar las portadas de sus libros. Antes de comenzar a rediseñar, formuló unas reglas conocidas como Penguin composition rules que servían para que la comunicación entre el autor y el lector fueran más precisas ya que se detallaban los márgenes, títulos, adornos, símbolos que aparecían en los libros; las Penguin composition rules son consideradas el primer Manual de estilo para una colección de libros.  Para los libros no existía una única tipografía, dependiendo del contenido del libro se decidía el tipo de letra que iba a ser empleado, es por eso que se tenía que hacer un diseño particular para cada uno de los libros. Tschichold creó cerca de 500 portadas para Penguin.
Tschichold estuvo con anterioridad en Suiza y en 1949 decidió regresar, probablemente porque quería alcanzar la nacionalidad suiza. En 1952 publicó Meisterbuch der Schrift y en 1956 Der Proportionen der Bucher.

## La tipografía Sabon

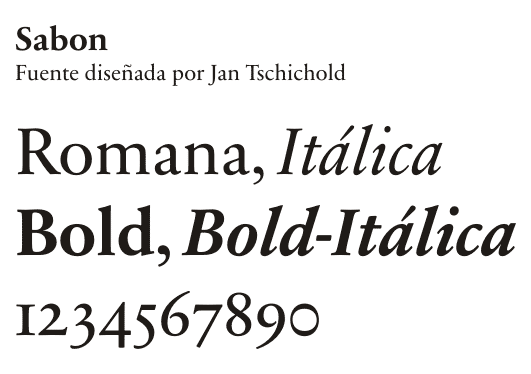
Letra Sabon, creada en 1960.

En 1960 la casa fundidora Linotype encomendó a Tschichold la responsabilidad de crear un tipo de letra que pudiera utilizarse tanto en monotipia como en linotipia. El estilo tenía que ser parecido al Monotype Garamond pero más estrecho en un 5% para de esta manera poder ahorrar espacio. Fue así como surgió la letra Sabon, uno de los principales tipos desarrollados por Tschichold.